# Parallelia bicacuminata
Parallelia bicacuminata là một loài bướm đêm trong họ Erebidae.